# Inmigración francesa en México
Los franceses llegaron a México desde el periodo colonial, dentro de las órdenes religiosas de los franciscanos, dominicos y jesuitas.[cita requerida] En el siglo XIX durante la intervención francesa, la inmigración, en adición a los efectivos militares invasores, fue incrementada.[cita requerida] Más tarde, durante el porfiriato, debido al gran interés del propio Porfirio Díaz y del gobierno mexicano por la cultura francesa y todo lo proveniente de Francia, se propició una masiva llegada de nacionales franceses, que decidieron establecerse en el Bajío, San Luis Potosí y Veracruz, y también en los llanos de Jalisco, Sinaloa, Aguascalientes, Zacatecas y Tamaulipas. La mayoría de los inmigrantes franceses de finales del siglo decimonónico procedían de los Alpes de Alta Provenza y los Pirineos Atlánticos (País Vasco francés), seguidos de la Gironda y París.
Los Barcelonettes franceses eran originarios de los Alpes de Alta Provenza (cercano a la frontera con Italia), algunos de ellos habitaron la población minera de El Oro, Estado de México. Otros franceses de habla catalana y vasca que provienen de Pirineos Orientales, se fueron asentando en la región del Bajío Mexicano, así como en otros pueblos de Michoacán como Coalcomán, Aguililla, Zamora y Cotija. Estos refugiados franceses también se asentaron en la Región Huasteca (San Luis Potosí, Veracruz, Tamaulipas), y en la Sierra Norte de Puebla. Muchos soldados galos mezclaron su sangre con la de los mexicanos.
Los franceses también se establecieron en las ciudades de Jicaltepec, San Rafael, Los Altos, Perote en Veracruz y Tampico en Tamaulipas, donde la arquitectura francesa es muy evidente en las construcciones locales, destacando la teja marsellesa en los tejados. Hay otros migrantes destacados provenientes de Alto Saona y Borgoña. Durante las explotaciones mineras de la península de Baja California y Sonora se establecieron otras importantes comunidades francesas en las ciudades de Santa Rosalía, Guaymas y Loreto. Estos llegaron a México después de las guerras napoleónicas y fueron protegidos por el emperador Maximiliano de Habsburgo para que se establecieran sin problemas.

## Historia

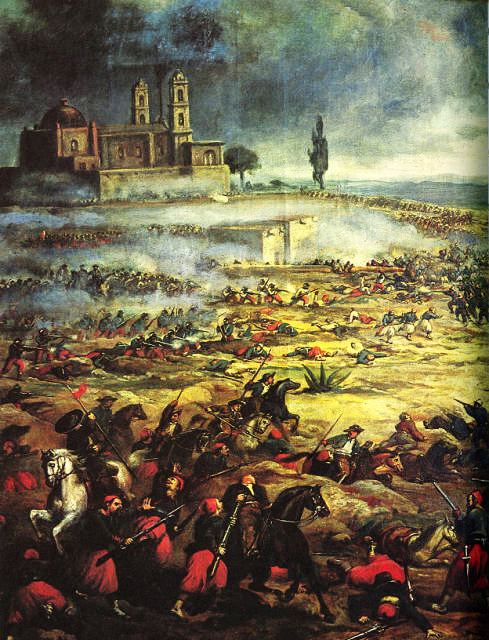
Batalla de 5 de mayo en Puebla de Zaragoza

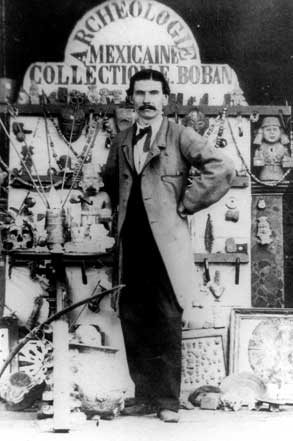
Un anticuario francés en la Ciudad de México

El virreinato de la Nueva España mantenía cerradas las puertas del territorio a extranjeros durante todo el periodo colonial, sin embargo, a través de los misioneros franciscanos entraron los primeros franco-flamencos, entre ellos Juan de Texto, Juan de Ayora, Pedro de Gante, Santiago de Testera, Maturino Gilberti y Arnoldo de Bassac, con la finalidad de participar en la evangelización de los naturales.
En el siglo XVIII, cuando se coronó en el trono español el borbón Felipe V y nieto de Luis XIV, los virreyes de la Nueva España requirieron de cocineros, pasteleros, médicos, sastres y peluqueros de origen francés, como es el caso de Guillermo Arriague de oficio panadero y el cocinero Joaquín Bulla, que aunque aparecieron en censos de la Ciudad de México de 1753, no es establecieron en comunidades de franceses.
Por otro lado, Joseph Gouax, bajo el nombre de José de la Borda fue uno de los mineros españoles de origen francés más renombrado durante el periodo colonial español, acaudalado filántropo que financió al gobierno de la Nueva España como a la Iglesia católica.
Francia fue una las naciones en que reconoció a México como nación independiente en 1821, desde aquel momento fue una de las primeras naciones en establecer una embajada y ampliar las relaciones comerciales con los puertos mexicanos, en especial para fomentar la llegada de inmigrantes; sin embargo, la mayor parte de estos solo tomaron el territorio mexicano como un puente para dirigirse a Estados Unidos o Canadá, y fueron pocos los franceses dispuestos a colonizar territorios nuevos.
En 1821, señala Jean Meyer, llegaron los primeros Barcelonnettes a México, que provenían de los Alpes. De esta generación, Joseph Coutollenc sería general mexicano, así como familia con apellidos como Caire, Derbez, Ebrard, Manuel, Jauffred, con los cuales inicia una etapa de inmigración de franceses relacionada con el comercio, la industria y la banca.
Sin embargo, Cramaussel ha señalado que posiblemente el peso de la migración de franceses de los Alpes se ha exagerado, pues es la región del suroeste la que proveyó un mayor número de migrantes provenientes de Francia durante el siglo XIX.

### Intervención francesa
Francia envió cerca de 5000 hombres bajo el mando de Charles Ferdinand Latrille, Conde de Lorencez, quienes llegaron a Veracruz el 6 de marzo de 1862. Entre tanto los soberanos de España y Gran Bretaña disolvieron la alianza tripartita, agraviados por la diligencia de Francia, y se dispusieron a arreglar sus asuntos con México individualmente.
Las tropas francesas se dirigían a la capital; Lorencez marchó hacía Orizaba, donde recibió refuerzos de L'Herillier y Gambier.
Las tropas republicanas, bajo el mando de Ignacio Zaragoza, intentaron cortar a los franceses el camino a México cerca de las Cumbres de Acultzingo, aunque fue inútil. Zaragoza procedió a congregar sus fuerzas alrededor de Puebla; la victoria de los republicanos en la batalla de Puebla, ocurrida el 5 de mayo de 1862, proporcionó optimismo y confianza, lo cual incrementó la moral del pueblo mexicano. Juárez, entonces, aprovechó el tiempo para preparar la defensa; se levantaron trincheras y se reunieron recursos para sostener un posible sitio a Puebla. Francia envío 30 000 soldados suplementarios bajo el mando del general Forey.
Al año siguiente, los franceses invadieron Tabasco, al mando de Eduardo González Arévalo, el 21 de febrero tomaron Jonuta y el 15 de marzo el puerto de Frontera. El 16 de marzo Forey comenzó nuevamente el sitio de Puebla; la ciudad resistió numerosos días, pero finalmente, después de haber sido destruidos los fuertes de Santa Inés y San Javier, sucumbió a las tropas francesas. El sitio llegó a su fin el 17 de mayo, cuando Forey capturó la plaza central, aunque él no entró en la ciudad hasta el 19 de mayo. Los generales González Ortega, Escobedo y Negrete fueron enviados prisioneros a Francia, pero lograron escapar en el trayecto.
Después de la caída de Puebla, el presidente Juárez ordenó llevarse los archivos del gobierno, a fin de facilitar la marcha de los negocios públicos donde quiera que se estableciese la capital provisional. Era conveniente crear la impresión de una retirada estratégica, no de una fuga. La caravana de la república abandono la Ciudad de México a fines de mayo de 1863. Al frente marchaba una descubierta de caballejos y tras ella un carruaje cenizo que ocupaban Juárez y su familia y que rodaba lentamente para no incomodar a Margarita, embarazada otra vez. En seguida venían los coches de los miembros del gabinete y de los amigos de siempre, como el administrador de correos Guillermo Prieto y el diputado y magistrado de la Suprema Corte Manuel Ruiz, con varias docenas de colegas legisladores y magistrados; cientos de burócratas anónimos deseosos de hacer méritos y al final un piquete de infantería de medio centenar de hombres y una infinidad de soldaderas con sus niños.

### Porfiriato

Franceses en Ciudad del Carmen, Campeche.

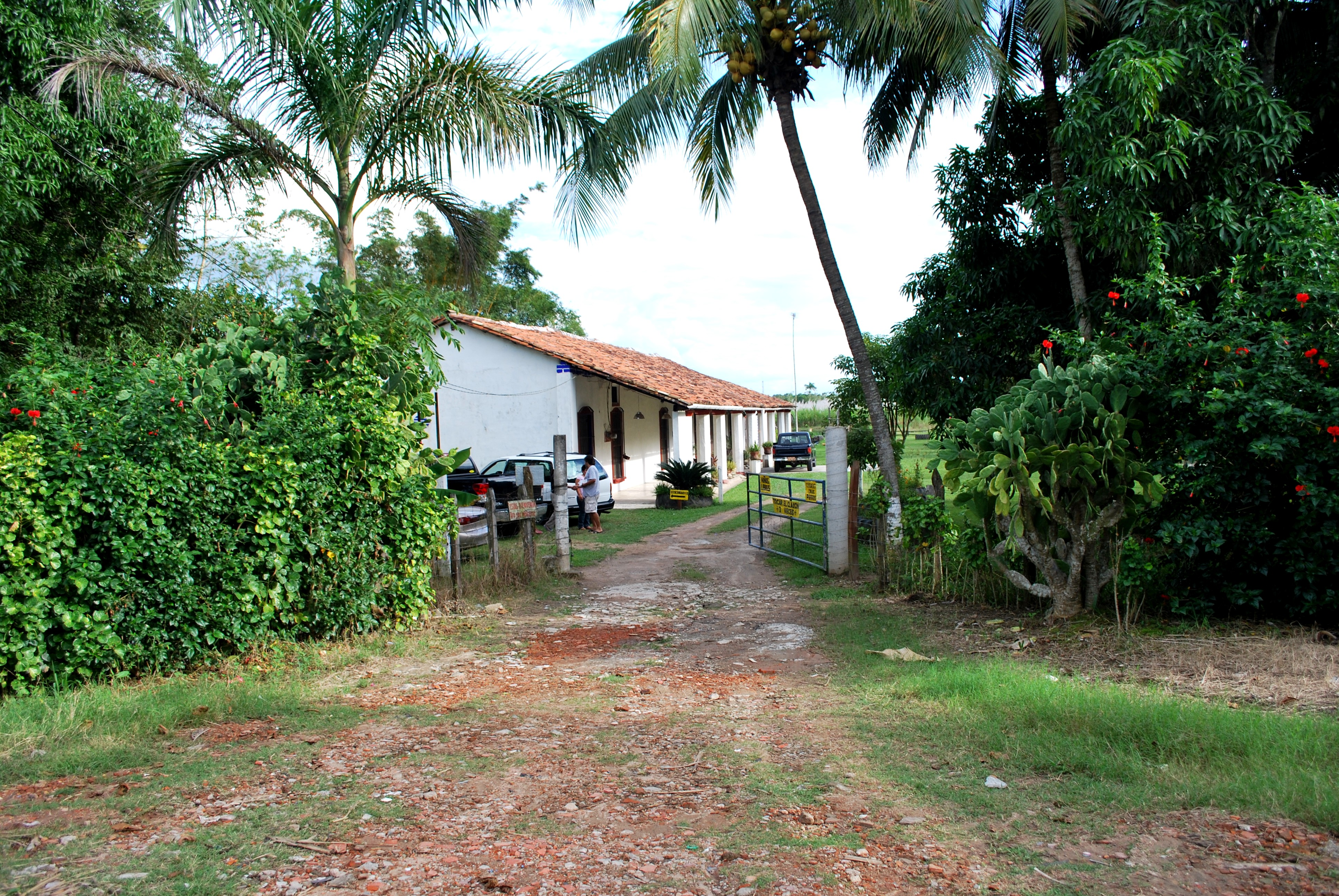
Varias haciendas cacaoteras de Tabasco fueron impulsadas por familias francesas.

En 1868, se descubren en la región de Santa Rosalía, Baja California Sur, yacimientos de cobre, en el año de 1872 se instala en Santa Rosalía la compañía Eisemann y Valle con la intención de explotar los yacimientos.
En 1885, se instala la compañía francesa amparada en una concesión que le otorgó el presidente Porfirio Díaz por 50 años para explotar los yacimientos cupríferos. Con el establecimiento de la compañía minera francesa nace propiamente Santa Rosalía. En 1954 la compañía francesa El Boleo, S.A., cierra operaciones en el poblado al considerar agotados los yacimientos, lo que provoca un éxodo de habitantes. En 1957 el gobierno mexicano reinicia la explotación minera que concluye en 1972 al haberse agotado los yacimientos de cobre.
El estado comenzó el camino del progreso, un informe estadístico de marzo de 1871 señalaba que se habían exportado a Europa, en el decenio 1861-1870, la cifra de 4 millones 650 mil 139 quintales de palo de tinte. Los franceses tomaron la delantera para exportar palo de tinte al Continente Europeo, familias de inmigrantes galos se establecieron en la isla logrando dominar toda la región, construyeron una arquitectura muy propia que le dio imagen afrancesado a Ciudad del Carmen, Palizada y Champotón.
Cada día había más de 25 barcos de distintas nacionalidades atracados en los muelles y otros tantos esperaban para atracar. Se estableció, con capital belga y francés, la fábrica de extracto de palo de tinte y se instaló en la misma el primer generador de corriente eléctrica para alumbrado en el país, era el año de 1874.
En 1887, el empresario francés Clemente Jacques, después de importar y comercializar diversos artículos como el juego de lotería, naipes, granos, semillas y alimentos enlatados, decidió instaurar la primera fábrica procesadora de alimentos en México, que se convirtió en la empresa pionera de la industria de conservas en América Latina bajo el nombre Clemente Jacques, primero iniciando a producir chiles jalapeños enlatados, y después, a producir otros alimentos enlatados, tales como frutas en almíbar, patés, aceitunas, salchichas, verduras, atún, entre otros. Dicha empresa sigue existiendo actualmente como parte del mercado de alimentos envasados de México.

## Cultura francesa en México

### Colonia Roma

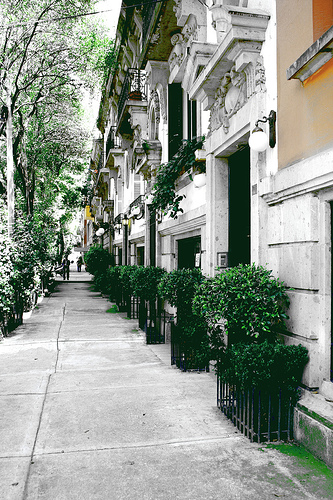
Una calle en la Colonia Roma, Ciudad de México.

Durante el porfiriato, se plantean esquemas de urbanización adoptados del urbanismo francés y estadounidense, la modernización del país era parte de la ideología del gobierno para tener mayor competitividad comercial e industrial. Durante el gobierno de Porfirio Díaz hubo un gran dinamismo de construcción y múltiples inversiones del sector capitalista, la población se incrementó y surgió una especulación por el uso y destino del suelo; las haciendas, ranchos, molinos y potreros cercanos a la capital mexicana e incluso tierras comunales y ejidales se vendieron para construir solares y fracciones de terreno destinados a la vivienda residencial que marcaba un nuevo estilo de vida para sociedad burguesa.
De igual forma que sucedía en Europa, se construyeron avenidas y boulevares amplios con zonas ajardinadas, alamedas y paseos para cambiar la imagen de la ciudad colonial por el de la ciudad moderna con vanguardias de origen francés. La construcción de la Colonia Juárez y la Colonia Roma marcó los modelos de crecimiento urbanistíco en otras ciudades del país. El Paseo de la Reforma fue ensanchado para aumentar el tráfico de carruajes, en 1852 se construyó la primera glorieta, se incrementó el número de establecimientos comerciales como cafés, restaurantes y tiendas de ropa para la elegancia y forma de vivir de esta época; dicho paseo servía también para ver los desfiles, así como en Bucareli se destinaba para los espectáculos.
El ambiente urbano de la sociedad porfiriana era de ocio y regocijo para salir a la calle y disfrutar del paisaje urbano, tomar café y conversar sobre asuntos políticos, asistir al teatro, a los cabarets, pulquerías y restaurantes en un ambiente de relación social, caminar por las alamedas o parques en familia o en pareja y disfrutar de la elegancia y el buen vivir de la gente que transitaba por la calle.

### Carnaval de Huejotzingo
El Carnaval de Huejotzingo es una festividad que se celebra en la ciudad de Huejotzingo (Puebla, México), como parte de las celebraciones que marcan el inicio de la Cuaresma en el calendario ritual católico.
El Carnaval de Huejotzingo, se celebra desde 1893. Este carnaval inicia el fin de semana anterior al miércoles de ceniza y culmina el martes. En él participan alrededor de 12 000 personas que se disfrazan con máscaras, túnicas, gaznes, tocados de plumas, escudos y fusiles para transformar las calles del pueblo en un enorme escenario y representar en él, tres episodios que han marcado la historia de Huejotzingo.
Como una gran obra de teatro que en tres actos resume, expresa y presenta al espectador la historia, cultura e identidad de un pueblo, revividos y encarnados por sus propios habitantes. Uno de estos episodios, de gran importancia para el Estado y para todo el país, es la Batalla de Puebla de 1862, en la que los mexicanos derrotaron al ejército francés.
Para su representación, se forman diversos batallones que darán vida a ambos ejércitos. El ejército invasor se compone de zuavos, turcos y zapadores; mientras que el victorioso ejército mexicano está conformado por los criollos, y un batallón humilde de voluntarios zacapoaxtlas, sin entrenamiento. Ambos bandos se enfrentarán en una dura batalla, disparando sus mosquetes cargados con pólvora, que entre la humareda y el estruendo que provocan, dan un gran realismo a la escena. Sin embargo, la historia ha dicho ya cómo acabará este enfrentamiento: Los franceses tendrán que sufrir, como cada año, su tradicional derrota.

## Educación francesa en México

### La Salle

Universidad La Salle, Pachuca, Hidalgo.

En 1905, los hermanos lasallistas, Jebert Alphonse Gibert, Adrien Marie Astruc, Amedée Francois Vincent, Antoine Claude Carrel viajaron a México desde El Havre y con la compañía del hermano Pedro Celestino Schniedier quien viajó desde Colombia se fundó la delegación de los hermanos lasallistas en México. Desde entonces los lasallistas trataron de fundar una universidad, pero como primeros pasos se fueron instalando escuelas en Puebla, Toluca, Torreón, Monterrey, y en diversas localidades del país.
En la Ciudad de México durante 1931, la escuela preparatoria Colegio Francés De la Salle inició sus actividades en la colonia San Rafael. En 1932, el bachillerato obtuvo el reconocimiento formal y autorización de la Universidad Nacional Autónoma de México. En 1938 se estableció la escuela preparatoria Colegio Cristóbal Colón.
El 15 de febrero de 1962 se creó la universidad en la colonia Condesa. Siendo una universidad de inspiración cristiana y privada, se esperaba una corriente conservadora como la de la Universidad Anáhuac, pero no fue este el modelo seguido, ni tampoco el de la corriente progresista de la Universidad Iberoamericana. Los líderes lasallistas tomaron como modelo institucional al Manhattan College de Nueva York. Durante los primeros años recibió el apoyo de la UNAM. El 29 de mayo de 1987 se le otorgó Reconocimiento de Validez Oficial por decreto presidencial publicado en el Diario Oficial de la Federación para abrir planteles en toda la república. La Universidad La Salle no se encuentra ligada a la Iglesia católica o al Vaticano, su control lo ejercen los Hermanos de las Escuelas Cristianas (hermanos lasallistas), su modelo es el más cercano al predominante en las universidades católicas latinoamericanas.

### La Alianza Francesa

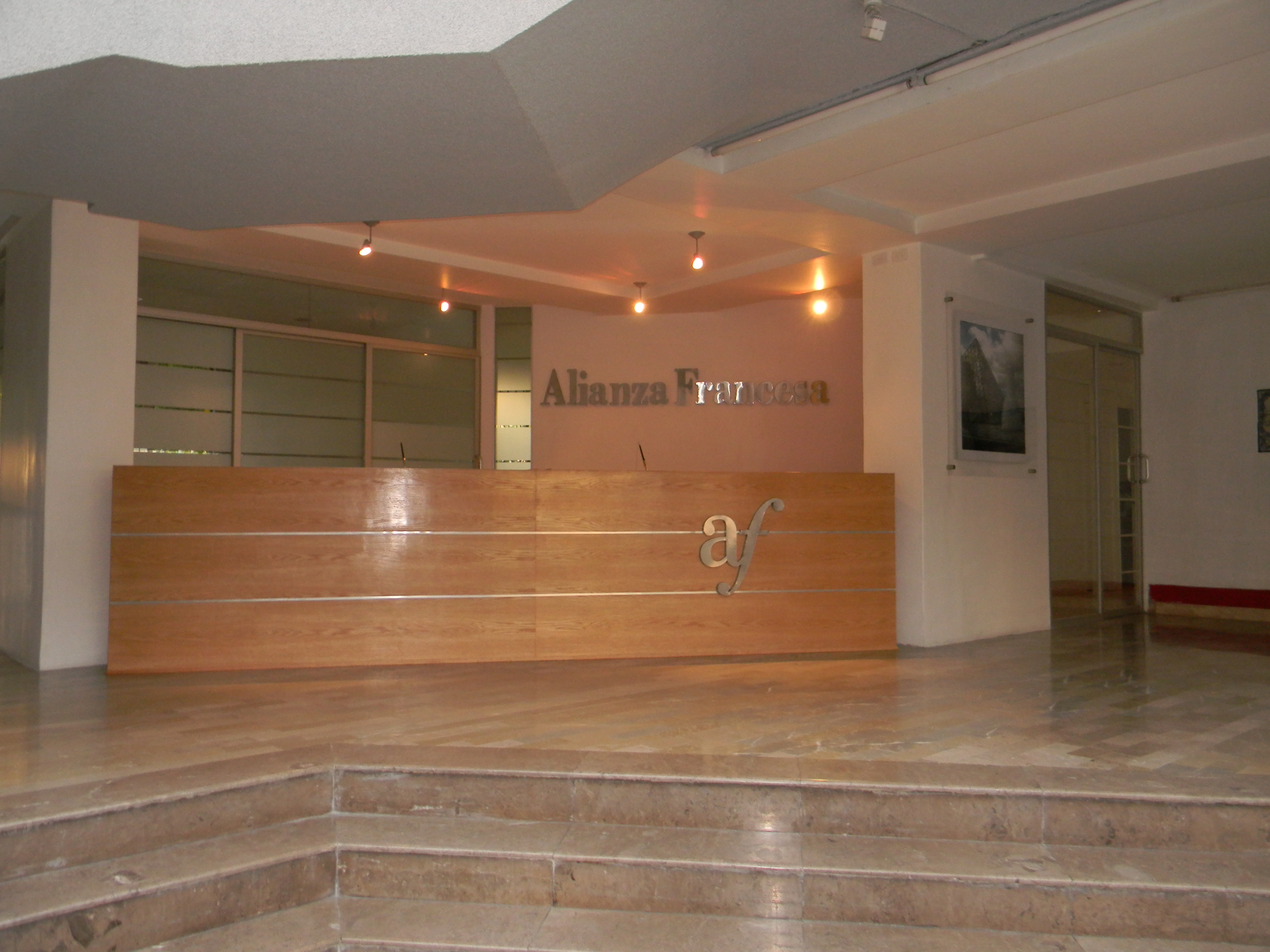
La Alliance française en Puebla de Zaragoza, Puebla.

La Alianza Francesa (en francés: Alliance française, lit. 'Alianza francesa') está establecida en muchas ciudades de México, propone clases no tan solo a particulares sino que también a ministerios, organismos públicos y grandes empresas que acompaña en su voluntad de mejorar el conocimiento lingüístico en el ámbito profesional.
La escuela también es centro de formación para los profesores de francés idioma extranjero. Cada año, cerca de 2 300 profesores de todas partes del mundo realizan formaciones in situ o a distancia, en el marco de su formación inicial o continua. Otorga diplomas específicos para profesores, como el Diploma de Aptitud a la Enseñanza del Francés Lengua Extranjera (DAEFLE) que creó con la colaboración del Centro Nacional de Enseñanza a Distancia (CNED) o el Diploma Profesional de la Alianza Francesa en Francés Lengua Extranjera (DPAFP-FLE), que finaliza un programa de formación inicial de 5 meses y que se imparte en la ciudad de París.
Asimismo se proponen prácticas pedagógicas durante los meses de verano o clases particulares para profesores de francés lengua extranjera (FLE), deseosos de profundizar sus conocimientos.

## Comunidades francesas
En 1833, 98 personas que vinieron de Alto Saona, Alto Marne, Côte-d'Or y Yonne se instalaron en una colonia llamada Jicaltepec, en el estado de Veracruz. En 1874, los miembros de la comunidad fueron reubicados en la otra orilla del río, en San Rafael. De 1880 a 1900 la población de la colonia creció de 800 a 1 000 habitantes. 

### Ciudad de México
La Ciudad de México fue el destino final de miles de inmigrantes franceses que se fueron estableciendo en la capital del país en diversas oleadas migratorias. En 1843, en censo de la Ciudad de México reportaba había una población de 2 600 franceses.

### San Rafael, Veracruz

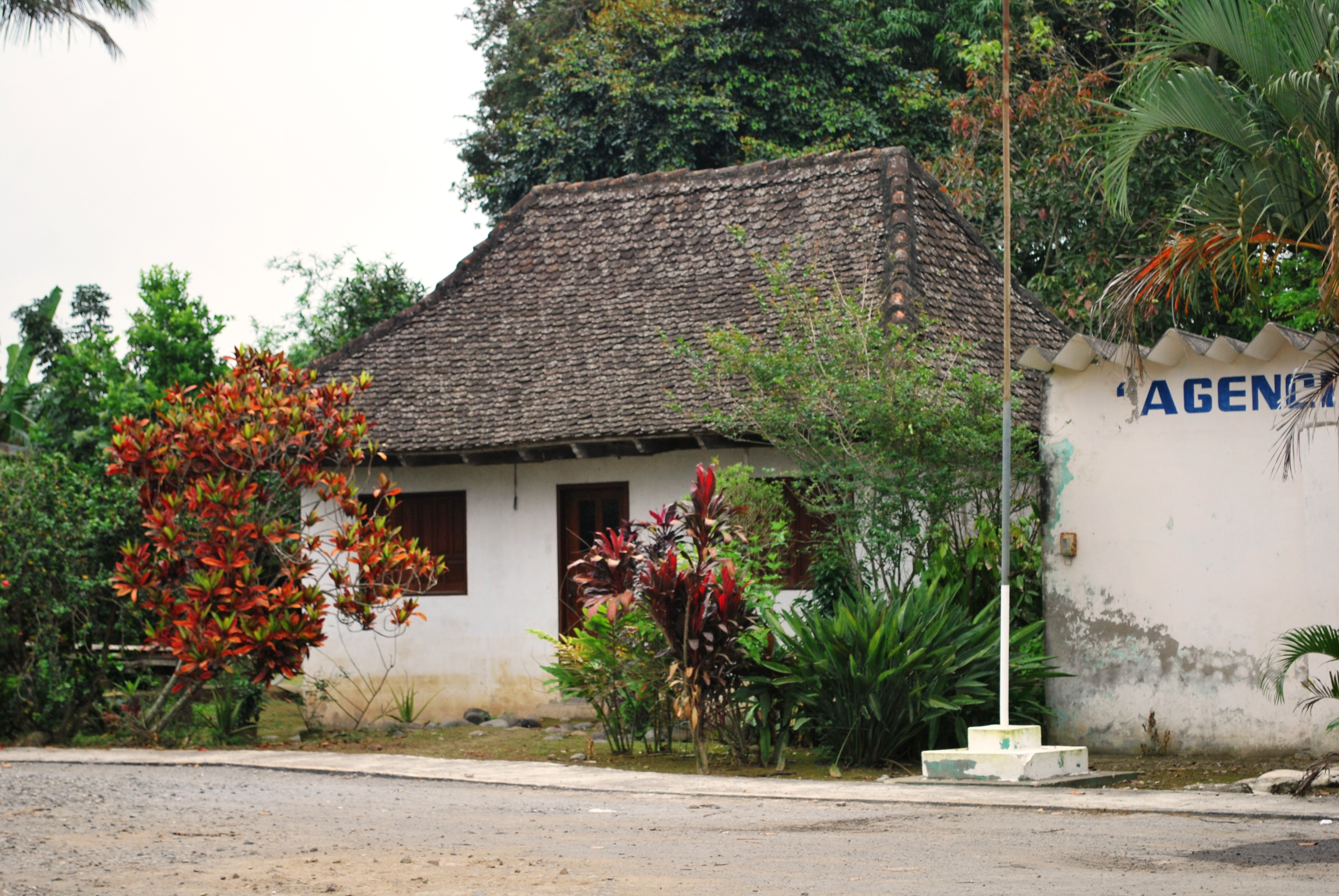
Casa estilo francés en Paso de Telaya, San Rafael, Veracruz.

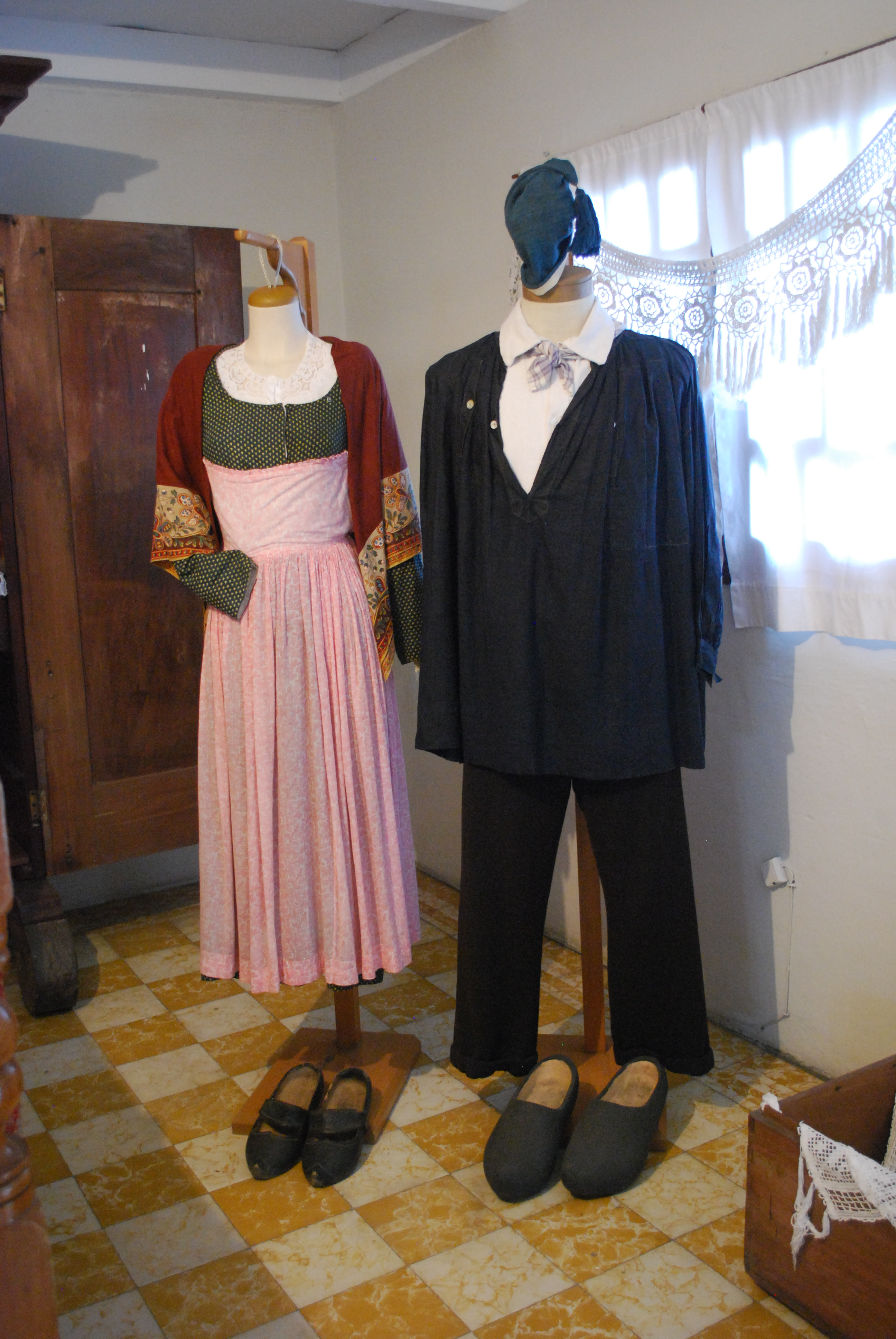
Maniquíes con trajes del en el Museo San Rafael en San Rafael, Veracruz.

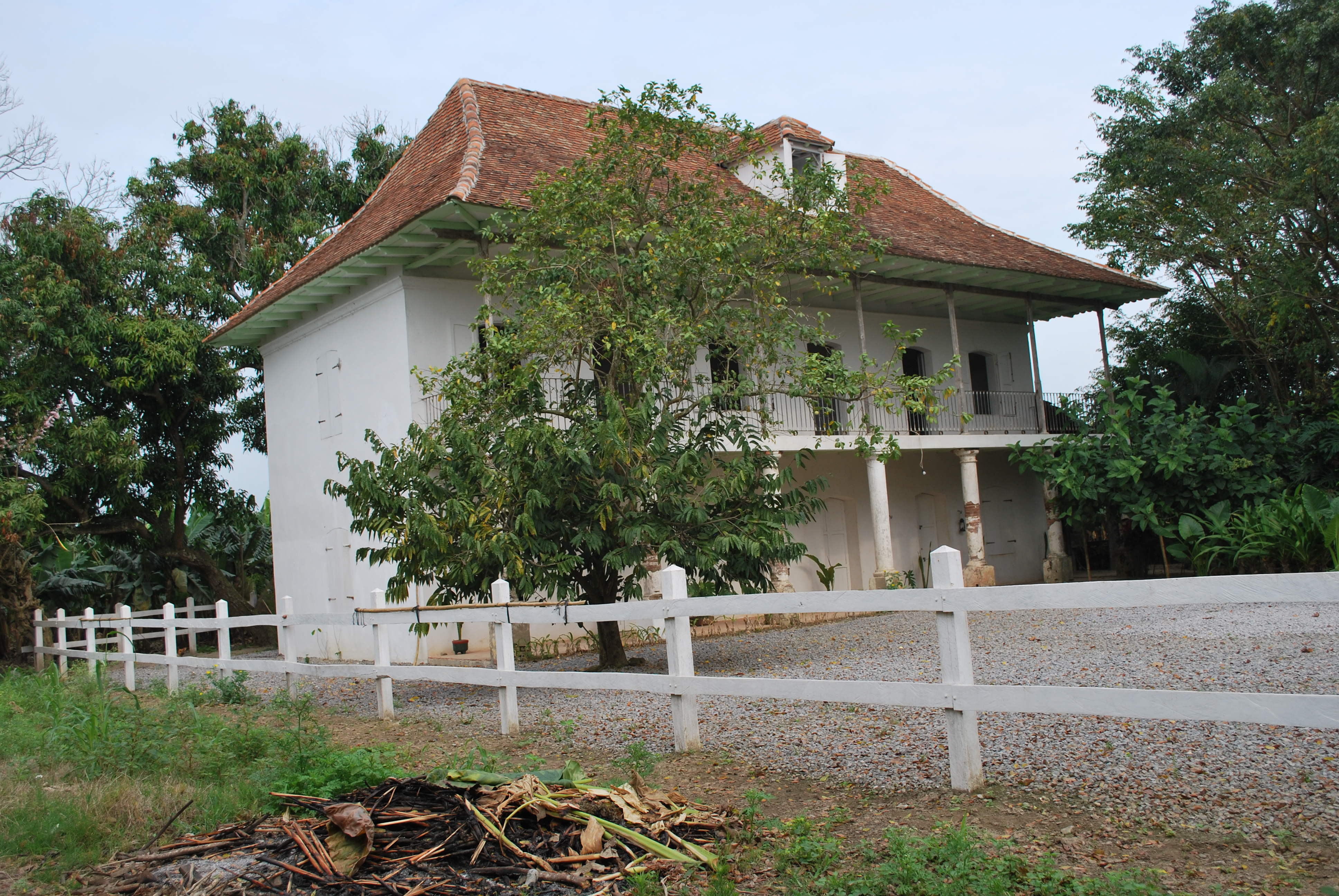
Finca francesa en Paso de Telaya, San Rafael, Veracruz.

Véase también: Colonia francesa de Jicaltepec-San Rafael
El 24 de abril de 1833, los primeros colonos, en su mayoría procedentes de Dijón, en el actual departamento de Côte-d'Or y de Champlitte, una población ubicada en el actual departamento de Alto Saona, se embarcaron desde el puerto de El Havre en Francia, con la esperanza de mejores condiciones de vida, animados por Estéfano Guenot y llegaron al poblado de Jicaltepec ubicado sobre la margen derecha del río Nautla. Estas familias, en su mayoría campesinos, tenían como objetivo fundar una granja colectiva, para lo cual se les ofrecieron casas y tierras pero fueron engañados, no había nada y empezaron a luchar contra el clima y los peligros de la selva tropical. La colonia fue creciendo poco a poco, gracias al trabajo ejemplar de sus habitantes quienes se constituyeron como los primeros pobladores de San Rafael; perseguidos durante la guerra con Francia en el siglo XIX fueron declarados enemigos de México, por lo que en 1839 viajaron a pie hasta el Puerto de Veracruz, donde después de varios días se entrevistaron con el entonces presidente Antonio López de Santa Anna; quien al ver las condiciones tan precarias del grupo, les extendió un salvoconducto y así evitaron los hostigamientos de caciques locales. Con la ayuda del general Carlos Arellano Tapia, poco tiempo después fundaron en los terrenos adquiridos por Rafael Martínez de la Torre sobre la margen izquierda del río Nautla, (comprendiéndose la zona entre Paso de Telaya, Zopilotes (hoy San Rafael), Ojite y Mentidero) el primer asentamiento conocido en aquella época como Zopilotes. Posteriormente se le da el nombre de Manuel Acuña, para después cambiarse por el actual San Rafael, dando origen a la última de las colonias de migrantes franceses en México.
En la actualidad viven en la ciudad los descendientes de estos migrantes franceses. Existe una prestigiada ganadería, se cultiva plátano, cítricos y vainilla. Los migrantes franceses de San Rafael introdujeron las técnicas de fecundación de vainilla en México con tanto éxito que el producto se exportó a Francia durante mucho tiempo.
Después de años de lucha por independizarse del municipio de Martínez de la Torre, en el 1 de enero de 2004, San Rafael consigue su municipalidad, convirtiéndose así en el municipio 211 del estado de Veracruz.
En el segundo semestre del 2007 se inauguró el Museo de San Rafael, en donde se puede conocer la historia de la región de la cuenca baja del río Bobos, desde la época prehispánica hasta el siglo XX.

### Santa Rosalía, Baja California Sur

La Iglesia de Santa Bárbara, fue diseñada por Gustave Eiffel.

Durante el tiempo que la compañía francesa El Boleo, S.A. explotó los yacimientos de cobre, construyó casas, iglesias y escuelas en el estilo francés de la época, tanto para las familias de sus funcionarios y técnicos, como para las familias de sus obreros. Por décadas Santa Rosalía fue la única población de la península con energía eléctrica, usada principalmente en las bombas de los acueductos, implantados por una empresa suiza llamada Oerlicon. En 1900 se instalaron 43 teléfonos, importados de Europa, en todas las áreas productivas.
Fue segunda población de México en tener electricidad (después de Ciudad de México), fundamental para acueductos con agua potable a la población. Las oficinas del centro de gobierno fueron construidas en 1897 en un estilo colonial francés, tomando como base los planos del ingeniero Gustave Eiffel. Las construcciones que fueron las oficinas de la compañía El Boleo S.A. fueron diseñados siguiendo las arquitectura colonial francesa de aquella época, al igual que el hotel Francés, fueron construidos en madera.
Donde mejor se puede apreciar la vieja arquitectura colonial francesa es en el barrio llamado Mesa Francia, allí vivieron los técnicos mineros franceses y los funcionarios de la empresa, en la llamada Mesa México, que es donde se desarrolló propiamente Santa Rosalía, aún se pueden apreciar algunos edificios de tipo francés.

### Gómez Palacio, Durango

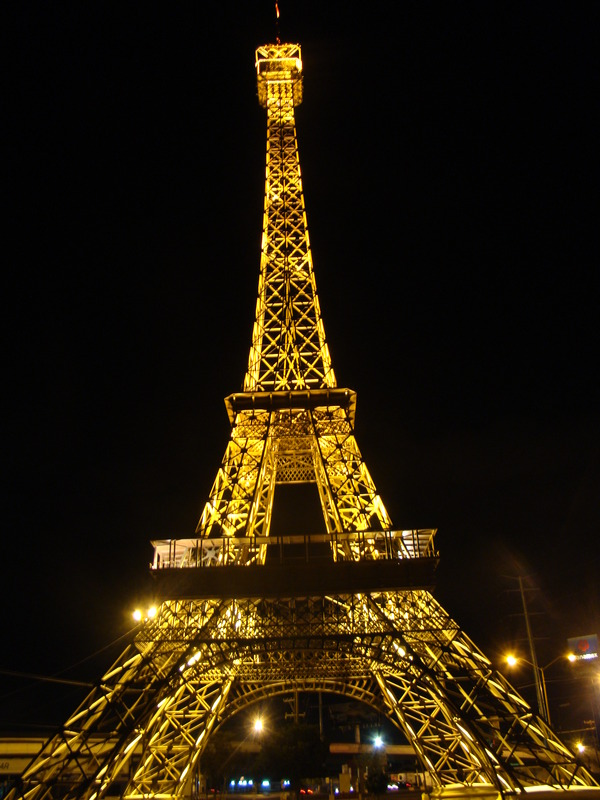
Torre Eiffel

Una réplica de la torre Eiffel ubicada en el boulevard Miguel Alemán y boulevard Francisco González de la Vega, que mide 58 m de alto, fue donada por la comunidad francesa que habita en la ciudad en el año del 2007.
En la esquina de las calles Hidalgo y Mártires, se encuentra el Recinto de la Revolución, es una pequeña construcción en la cual los rebeldes revolucionarios organizaban juntas para levantarse en armas contra la dictadura de Porfirio Díaz, actualmente es un museo.
En el centro histórico de la ciudad se puede visitar la antigua Parroquia de Guadalupe, en la fachada del templo se pueden observar cañonazos dados por las fuerzas revolucionarias de la División Del Norte, cañonazos dados cuando fue tomada la ciudad en el año de 1914. También se puede encontrar en el centro histórico de la ciudad la Plaza de Armas, la cual alberga el tercer kiosco más lindo de México, al igual que el Barrio de las Banquetas Altas en el cual se pueden apreciar antiguas construcciones que datan del siglo XIX. En el mismo centro histórico se encuentra el Parque Morelos,considerado el pulmón de la ciudad, el Parque Morelos es un lugar de antiguas leyendas y misterios que intrigan a los pobladores gomezpalatinos. Se dice que es imposible atravesar dicho parque a partir de la medianoche, porque es muy probable que los que se aventuren deban regresarse, a causa de los sustos que pueden llegar a experimentar. Frente al Parque Morelos se encuentra el antiguo Instituto 18 de Marzo, el cual es una antigua primaria que alberga antiguos murales que narran la historia de Gómez Palacio y de la Expropiación Petrolera.

### Relaciones diplomáticas de Francia en México

#### Embajadas

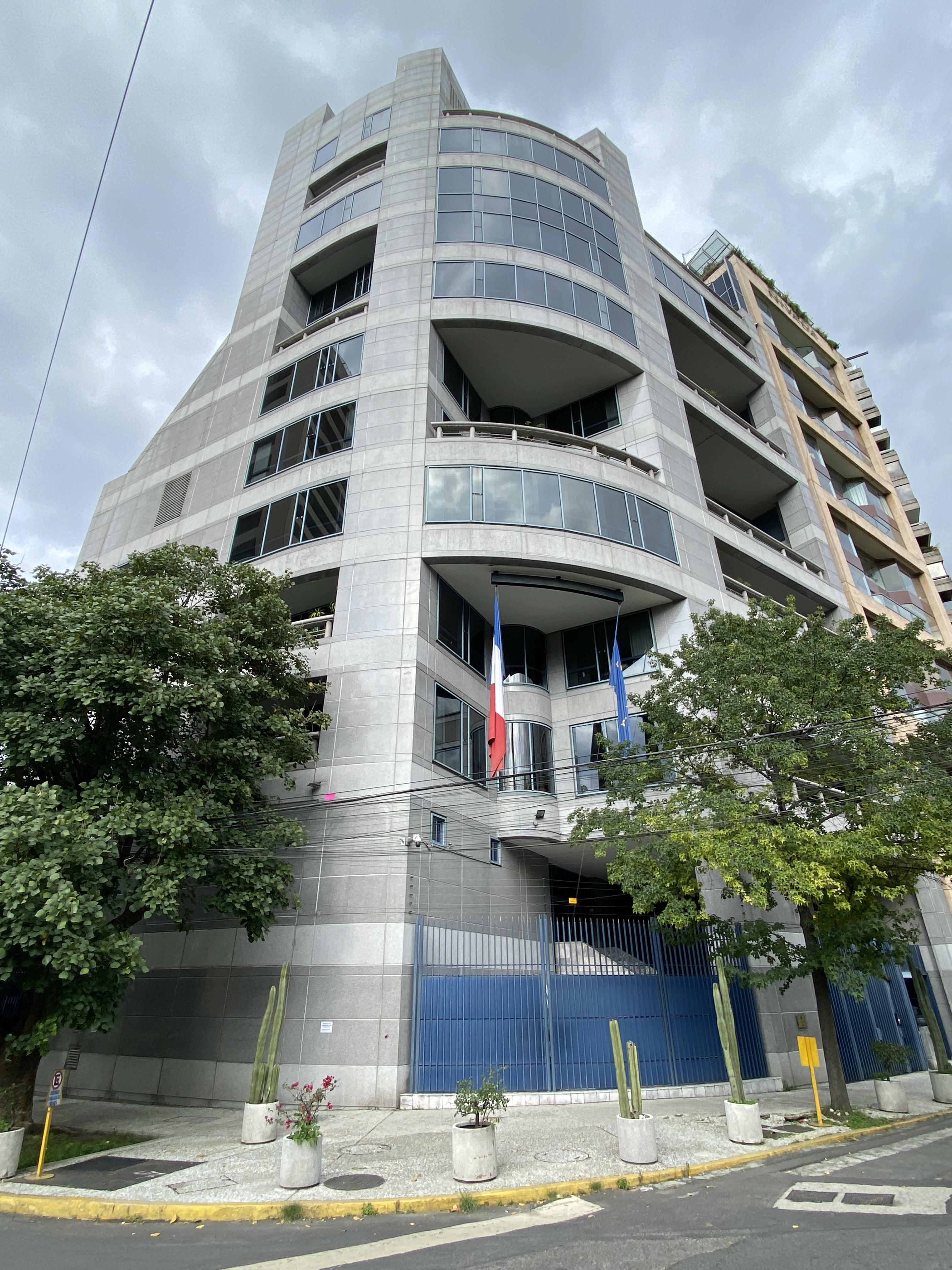
Embajada de Francia en la Ciudad de México

- Francia tiene una embajada en la Ciudad de México.[15]

#### Consulados
- Consulado-General en Monterrey, Nuevo León.
- Consulado honorario en Acapulco de Juárez, Guerrero.
- Consulado honorario en Ciudad Aguascalientes, Aguascalientes.
- Consulado honorario en Cancún, Quintana Roo.
- Consulado honorario en Ciudad Chihuahua, Chihuahua.
- Consulado honorario en Guadalajara, Jalisco.
- Consulado honorario en Hermosillo, Sonora.
- Consulado honorario en La Paz, Baja California Sur.
- Consulado honorario en Mazatlán, Sinaloa.
- Consulado honorario en Mérida, Yucatán.
- Consulado honorario en Morelia, Michoacán.
- Consulado honorario en Oaxaca de Juárez, Oaxaca.
- Consulado honorario en Puebla de Zaragoza, Puebla.
- Consulado honorario en Ciudad Querétaro, Querétaro.
- Consulado honorario en Ciudad San Luis Potosí, San Luis Potosí.
- Consulado honorario en Tijuana, Baja California.
- Consulado honorario en Tuxtla Gutiérrez, Chiapas.
- Consulado honorario en Xalapa, Veracruz.

## Tabla de flujos migratorios
| 1895 | 3 897 |
| 1900 | 3 970 |
| 1910 | 4 729 |
| 1921 | 3 947 |
| 1930 | 4 949 |
| 1940 | 1 801 |
| 1950 | 1 997 |
| 1960 | 4 196 |
| 1970 | 3 495 |
| 1980 | 4 242 |
| 1990 | 4 195 |
| 2000 | 5 723 |
| 2010 | 9 376 |
| 2020 | 9 080 |

Fuente: